# Курково (Поморське воєводство)
Курково (пол. Kurkowo, нім. Schöndorf) — село в Польщі, у гміні Черськ Хойницького повіту Поморського воєводства.
У 1975-1998 роках село належало до Бидгощського воєводства.